# Ебрагім Абеднежад
Ебрагім Абеднежад (перс. ابراهیم عابدنژاد; нар. 22 серпня 1992, Тебриз, Іран) — іранський футболіст, атакувальний півзахисник «Шеріхісанспор».

## Життєпис
Вихованець клубу «Трактор Сазі», з 2013 року виступає в першій команді клубу. З 2014 по 2015 рік грав в оренді за «Машін Сазі».
У 2016 році виїхав до Азербайджану, де захищав кольори «Сумгаїту». З 2017 по 2018 рік грав за «Алашехір Беледієспор». З 2018 року захищає кольори іншого нижчолігового турецького клубу, «Шеріхісанспор».

## Статистика виступів

### Клубна
Станом на 3 липня 2019
| Клуб              | Сезон             | Ліга                      | Ліга  | Ліга | Кубок | Кубок | Континентальні | Континентальні | Загалом | Загалом |
| Клуб              | Сезон             | Дивізіон                  | Матчі | Голи | Матчі | Голи  | Матчі          | Голи           | Матчі   | Голи    |
| ----------------- | ----------------- | ------------------------- | ----- | ---- | ----- | ----- | -------------- | -------------- | ------- | ------- |
| «Трактор»         | 2012–13           | Про-ліга Перської затоки  | 1     | 0    | 0     | 0     | 0              | 0              | 1       | 0       |
| «Трактор»         | 2013–14           | Про-ліга Перської затоки  | 1     | 0    | 0     | 0     | 2              | 0              | 3       | 0       |
| «Трактор»         | 2014–15           | Про-ліга Перської затоки  | 0     | 0    | 0     | 0     | —              | —              | 0       | 0       |
| «Трактор»         | 2015–16           | Про-ліга Перської затоки  | 0     | 0    | 0     | 0     | 0              | 0              | 0       | 0       |
| «Трактор»         | Загалом           | Загалом                   | 2     | 0    | 0     | 0     | 2              | 0              | 4       | 0       |
| «Сумгаїт»         | 2016–17           | Прем'єр-ліга Азербайджану | 5     | 0    | 0     | 0     | —              | —              | 5       | 0       |
| Усього за кар'єру | Усього за кар'єру | Усього за кар'єру         | 7     | 0    | 0     | 0     | 2              | 0              | 9       | 0       |